# Dünserberg
Dünserberg é um município da Áustria, situado no distrito de Feldkirch, no estado de Vorarlberg. Tem 5,56 km² de área e sua população em 2019 foi estimada em 143 habitantes.